# Big Show SIC
O Big Show SIC foi um programa semanal exibido no canal de televisão português SIC entre 26 de março de 1995 e 3 de junho de 2001 com a duração de aproximadamente três horas, no total de 316 programas.
O programa foi criado por Ediberto Lima. Numa estação de serviço, na auto-estrada, reparou num expositor de cassetes. É então que pergunta à pessoa que o acompanhava quem era aquela gente. Quim Barreiros, Nel Monteiro, Ágata. A resposta abriu todos os horizontes a Ediberto. 'Eles vendem muito bem, mas são considerados meio populares e o lobby de sempre não os leva à televisão'.
Se eles vendem na região significa que vão vender na televisão'. Apresentado por João Baião, ator descoberto num espetáculo de Filipe La Féria, o 'Big Show SIC' consegue vencer a única batalha que faltava à SIC – derrotar a audiência do Parabéns de Herman José. 
- O programa incluía atuações de vários artistas populares, rábulas e concursos.
- Já no fim de vida do programa foi introduzida a personagem Topo Gigio.

## Sinopse
O Big Show SIC é um programa semanal que consiste em atuações de vários artistas nacionais de um estilo de música que, por influência do cantor Emanuel (frequente convidado do programa), passou a ser chamado "pimba". Já no fim de vida do programa foi introduzida a personagem Topo Gigio, o rato italiano baseado num programa infantil emitido na estação de TV italiana RAI.

## Apresentadores
- João Baião
- Jorge Gabriel
- José Figueiras

## Elenco
- Dj Pantaleão
- Topo Gigio
- Alfredo Martins Aka Gaio
- Macaco Adriano - foi parte integrante do programa, participando numa rábula onde um anónimo cantava uma canção, se a prestação do pseudo-cantor fosse má, o Macaco levava-o às costas para fora do estúdio.[carece de fontes?]

## Frases célebres
- "AI! EU TOU MALUCO!", Público e DJ Pantaleão
- "Dona Albertina, não vá fazer já o seu xixizinho", João Baião

## Passatempos
- Cidade contra Cidade
- Sabe Tudo